# 마일린 클라스
마일린 클라스(Myleene Klass, 1978년 4월 6일 ~ )는 잉글랜드의 배우, 가수, 모델, 사회자이다. 또, 마일린은 브릿 팝 그룹 히어 세이 (Hear'Say)의 멤버였다.

## 출연 작품
- 이고르와 귀여운 몬스터 이바 (2008)
- 안 오디언스 위드 조안 리버스 (2006)